# Батранец, Николай Леонтьевич
Николай Леонтьевич Батранец (1872 — после 1930) — герой Первой мировой войны, кавалер ордена Святого Георгия 4-й ст.

## Биография
Православный.
Образование получил во Владимирском Киевском кадетском корпусе. В службу вступил 1 сентября 1889 года. Окончил 1-е военное Павловское училище (1891). Выпущен в 10-ю артиллерийскую бригаду. Подпоручик (ст. 05.08.1891). Поручик (ст. 10.08.1894). Штабс-капитан (ст. 19.07.1898).
Окончил Академию Генерального штаба (1902; по 1-му разряду).
Капитан (ст. 28.05.1902). Лагерный сбор отбывал в Варшавском военном округе. Цензовое командование ротой отбывал в 205-м Измаильском резервном батальоне (01.11.1902-01.05.1904). Старший адъютант штаба 69-й пехотной дивизии (03.09.1904-08.10.1905). Помощник старшего адъютанта штаба Одесского военного округа (08.10.1905-27.06.1906). Подполковник (ст. 02.04.1906). Штаб-офицер для поручений при штабе 1-го Туркестанского армейского корпуса (27.06.1906-02.12.1911). Полковник (ст. 18.04.1910).

### Первая мировая война
Штаб-офицер для поручений при штабе 19-го армейского корпуса (02.12.1911-09.02.1914). Начальник штаба 35-й пехотной дивизии (с 09.02.1914). Командир 137-го пехотного Нежинского полка. Награждён Георгиевским оружием (ВП 10.11.1915). С 22.12.1915 командир 43-го пехотного Охотского полка. Полк в составе 11-го армейского корпуса 3-й русской армии участвовал в наступательной операции «Брусиловский прорыв». Был ранен 2 августа 1916 года . Награждён орденом Св. Георгия 4-й степени за подвиг: форсирование р. Прут и взятие укрепленной позиции вблизи с. Стрелецкий кут(ВП 17.10.1916).
 В 11-й пехотной дивизии полковник Батранец с Охотским полком кинулся на два венгерских полка, разметал их и взял одним ударом 100 офицеров и 3800 нижних чинов в плен. — Алексей Брусилов .
.
Генерал-майор (пр. 20.10.1916; ст. 17.06.1916). Состоял в резерве чинов при штабе Киевского военного округа (с 25.10.1916). Начальник штаба 26-го армейского корпуса (12.05.-28.08.1917). Командующий 4-й стрелковой дивизией (с 28.08.1917). В декабре 1917 года — командир «украинизированной» части.

### Гражданская война
В Добровольческой армии и ВСЮР; с 13.11.1918 в резерве чинов при штабе Главнокомандующего ВСЮР, с 22.01.1919 — в резерве чинов при штабе войск Юго-Западного края (Одесса), с 12.02.1919 в резерве чинов при штабе Главнокомандующего ВСЮР. В Русской Армии в отделе дежурного генерала штаба Главнокомандующего до эвакуации Крыма. Эвакуирован в Катарро (Югославия) на корабле «Истерн-Виктор».
Умер после 1930.

## Семья
- Дочь : Татьяна Николаевна Батранец, 1902 г.р. — певица. 12 декабря 1943 г. газета «Русское дело» сообщала, что 2 января 1944 г. в театре Русского дома Союз русских женщин (г. Белград) устраивает концерт Татьяны Николаевны Батранец при участии Лидии Казамаровой, К. Диевского, С. Лысенко. У рояля Н. М. Васильев. В программе — русская вокальная музыка
- Сестра : Лорченкова Лидия Леонтьевна, урождённая Батранец, 1874 г.р., скончалась в 1948 году, похоронена в г. Сходня, Московской области. Её супруг Лорченков Иван Игнатьевич, податной инспектор Рижско-Венденскаго участка Лифлядской губернии, проживал в г. Седльце. Лорченкова Л. Л. имела сына Лорченкова Льва Ивановича 1890 г.р. и дочь Лорченкову Зинаиду Ивановну 1893 г.р. Лорченков Лев Иванович — командир 2 -го эскадрона 13 -го Уланского Владимирского полка, участник Брусиловского прорыва, командир конной разведки.

## Награды
- Награждён орденами ордена Св. Станислава 3-й степени (1896); Св. Анны 3-й степени (1906); Св. Станислава 2-й степени (1910); Св. Анны 2-й степени (1913); Св. Владимира 3-й степени с мечами (1915); Св. Владимира 4-й степени с мечами и бантом (1915); мечи к ордену Св. Анны 2-й степени (1915); мечи к ордену Св. Станислава 2-й степени (1915), орденом Св. Георгия 4-й степени, а также Георгиевским оружием (1915).